# Ludwig van Beethovens Klavierwerke
Ludwig van Beethovens Klavierwerke sind in der Klavierliteratur von epochaler Bedeutung. Beethoven war selbst ein hervorragender Pianist, der viele seiner Werke entweder selbst aufführte oder sie für Schüler schrieb, um sie mit ihnen einzustudieren. In diesem Artikel werden die Werke für Soloklavier und die Werke für Klavier mit Orchester aufgeführt.

## Klaviersonaten
Ohne die drei frühen, nicht zum Kanon gehörenden Bonner Sonaten hat Ludwig van Beethoven insgesamt 32 Sonaten für Klavier geschrieben. Sie zählen zu den bedeutendsten Werken der Klavierliteratur. Man bezeichnet sie nach der berühmten Einschätzung Hans von Bülows auch als das „Neue Testament“ der Klavierliteratur; das „Alte Testament“ der Klavierliteratur sei das Wohltemperierte Klavier von Bach.

### Erste Gruppe: Nr. 1–11 (Opus 2 – Opus 22)
Drei Klaviersonaten op. 2 (1795)
Die Sonaten sind Joseph Haydn gewidmet.
Klaviersonate Nr. 1 f-Moll op. 2 Nr. 1
1. Allegro
2. Adagio
3. Menuetto/Trio: Allegretto
4. Prestissimo

Sie wird gelegentlich als kleine Appassionata bezeichnet. Die Gemeinsamkeiten beschränken sich allerdings weitgehend auf die identische Tonart. Im ersten Satz wird ein typisches Merkmal beethovenscher Musik deutlich: Ein rhythmisches Motiv (punktiertes Viertel gefolgt von Sechzehntel-Triole) durchzieht den gesamten Satz. Auch die deutlichen Akzentuierungen und plötzlichen dynamischen Schwankungen sind charakteristisch für Beethovens Musik. Beethoven widmete diese Sonate Joseph Haydn, seinem damaligen Lehrer in Wien.
Mit dieser Sonate trat Beethoven zum ersten Mal vor Publikum auf. Sie entspricht noch weitgehend dem haydnschen und mozartschen Vorbild in ihrer Ausführung (klassische Sonatenhauptsatzform, Verarbeitung der Themen).
Klaviersonate Nr. 2 A-Dur op. 2 Nr. 2
1. Allegro vivace
2. Largo appassionato
3. Scherzo/Minore: Allegretto
4. Rondo: Grazioso

Klaviersonate Nr. 3 C-Dur op. 2 Nr. 3
1. Allegro con brio
2. Adagio
3. Scherzo/Trio: Allegro
4. Allegro assai

Diese Sonate übertrifft die beiden anderen an Umfang. Der Kopfsatz erinnert an ein Klavierkonzert – er enthält zwei Kadenzen, was den virtuosen Charakter des Werkes unterstreicht.
Klaviersonate Nr. 4 Es-Dur op. 7 (1796)
Der Gräfin Babette von Keglevics gewidmet.
1. Allegro molto e con brio
2. Largo, con gran espressione
3. Allegro
4. Rondo: Poco allegretto e grazioso

Wurde von Beethoven als Grande Sonate bezeichnet. In der Tat übertrifft sie ihre Vorgänger zwar nicht unbedingt an Länge, aber an innerer Größe. Zeitgenossen nannten sie die verliebte – Beethoven schwärmte zur Zeit der Komposition von seiner Schülerin Comtesse Babette von Keglevics, der das Werk gewidmet ist.
Drei Klaviersonaten op. 10 (1798)
Die Sonaten sind der Gräfin Anna Margarete von Browne gewidmet.
Klaviersonate Nr. 5 c-Moll op. 10 Nr. 1
1. Allegro molto e con brio
2. Adagio molto
3. Finale: Prestissimo

Klaviersonate Nr. 6 F-Dur op. 10 Nr. 2
1. Allegro
2. Allegretto
3. Presto

Klaviersonate Nr. 7 D-Dur op. 10 Nr. 3
1. Presto
2. Largo e mesto
3. Menuetto/Trio: Allegro
4. Rondo: Allegro

Klaviersonate Nr. 8 c-Moll op. 13 (Pathétique) (1799)
Dem Fürsten Karl von Lichnowsky gewidmet.
1. Grave – Allegro di molto e con brio
2. Adagio cantabile
3. Rondo: Allegro

Zwei Klaviersonaten op. 14 (1799)
Klaviersonate Nr. 9 E-Dur op. 14 Nr. 1
Der Baronin Josefa von Braun gewidmet.
1. Allegro
2. Allegretto
3. Rondo: Allegro comodo

Klaviersonate Nr. 10 G-Dur op. 14 Nr. 2
Der Gräfin Anna Margarete von Browne gewidmet.
1. Allegro
2. Andante
3. Scherzo: Allegro assai

Klaviersonate Nr. 11 B-Dur op. 22 (1800)
Dem Grafen Johann Georg von Browne-Camus gewidmet.
1. Allegro con brio
2. Adagio con molta espressione
3. Minuetto
4. Rondo: Allegretto

### Zweite Gruppe: Nr. 12–27 (Opus 26 – Opus 90)
Klaviersonate Nr. 12 As-Dur op. 26 (1801)
Dem Fürsten Carl von Lichnowsky gewidmet, leitet diese Sonate eine neue Phase beethovenscher Klavierkunst ein.
1. Andante con variazioni
2. Scherzo/Trio: Allegro molto
3. Marcia funebre sulla morte d’un eroe
4. Allegro

Zwei Klaviersonaten op. 27 (1801)
Beide tragen den Beinamen Sonata quasi una fantasia. Die zweite ist unter dem Namen „Mondscheinsonate“ populär.
Klaviersonate Nr. 13 Es-Dur op. 27 Nr. 1
Der Fürstin Josephine von Liechtenstein gewidmet.
1. Andante – Allegro
2. Allegro molto e vivace
3. Adagio con espressione
4. Allegro vivace

Klaviersonate Nr. 14 cis-Moll op. 27 Nr. 2 (Mondscheinsonate)
Der Gräfin Giulietta Guicciardi gewidmet.
1. Adagio sostenuto
2. Allegretto
3. Presto agitato

Klaviersonate Nr. 15 D-Dur op. 28 (Pastorale)
Joseph Edlem von Sonnenfels gewidmet.
1. Allegro
2. Andante
3. Scherzo/Trio: Allegro vivace
4. Rondo: Allegro ma non troppo

Drei Klaviersonaten op. 31 (1801–1802)
Der vielzitierte Ausspruch Beethovens nach Vollendung der Sonate op. 28: „Ich bin mit meinen bisherigen Arbeiten nicht zufrieden, von nun an will ich einen anderen Weg beschreiten“, gilt bei diesen drei Werken besonders für das Werk in d-Moll, das den Beinamen „Der Sturm“ erhielt.
Die drei Sonaten wurden zwischen 1803 und 1805 veröffentlicht.
Klaviersonate Nr. 16 G-Dur op. 31 Nr. 1
1. Allegro vivace
2. Adagio grazioso
3. Rondo. Allegretto

Klaviersonate Nr. 17 d-Moll op. 31 Nr. 2 (Der Sturm)
1. Largo – Allegro
2. Adagio
3. Allegretto

Klaviersonate Nr. 18 Es-Dur op. 31 Nr. 3 (Die Jagd)
1. Allegro
2. Scherzo: Allegretto vivace
3. Menuetto/Trio: Moderato e grazioso
4. Presto con fuoco

Zwei Klaviersonaten op. 49 (1795)
Bei diesen Sonaten handelt es sich um leichte, für Klavierschüler gedachte Werke.
Klaviersonate Nr. 19 g-Moll op. 49 Nr. 1
1. Andante
2. Rondo: Allegro

Klaviersonate Nr. 20 G-Dur op. 49 Nr. 2
1. Allegro, ma non troppo
2. Tempo di Menuetto

Klaviersonate Nr. 21 C-Dur op. 53 (Waldstein) (1803)
Dem Grafen von Waldstein gewidmet.
1. Allegro con brio
2. Introduzione: Adagio molto
3. Rondo: Allegretto moderato – Prestissimo

Klaviersonate Nr. 22 F-Dur op. 54 (1804)
1. In Tempo d’un Menuetto
2. Allegretto

Klaviersonate Nr. 23 f-Moll op. 57 (Appassionata) (1804)
Diese als eines der Hauptwerke beethovenscher Klavierkunst angesehene Sonate ist dem Grafen Franz von Brunsvik gewidmet.
1. Allegro assai
2. Andante con moto
3. Allegro ma non troppo – Presto

Klaviersonate Nr. 24 Fis-Dur op. 78 (1809)
Der Gräfin Therese von Brunsvik gewidmet.
1. Adagio cantabile – Allegro ma non troppo
2. Allegro vivace

Klaviersonate Nr. 25 G-Dur op. 79 (1809)
1. Presto alla tedesca
2. Andante
3. Vivace

Klaviersonate Nr. 26 Es-Dur op. 81a (Les Adieux – Das Lebewohl) (1809)
1. „Das Lebewohl“: Adagio – Allegro
2. „Die Abwesenheit“: Andante espressivo
3. „Das Wiedersehen“: Vivacissimamente

Beethoven widmete diese Klaviersonate Erzherzog Rudolph.
Klaviersonate Nr. 27 e-Moll op. 90 (1814)
In der vorliegenden Zusammenstellung stellt diese dem Grafen Moritz von Lichnowsky gewidmete Sonate den Schlusspunkt der zweiten Schaffensperiode Beethovens dar; dies ist allerdings diskussionswürdig.
1. Mit Lebhaftigkeit und durchaus mit Empfindung und Ausdruck
2. Nicht zu geschwind und sehr singbar vorzutragen

### Die späten Klaviersonaten: Nr. 28–32 (Opus 101 – Opus 111)
Klaviersonate Nr. 28 A-Dur op. 101 (1816)
Die „Kleine Sonate für das Hammerklavier“ ist der Freiin Dorothea von Ertmann gewidmet.
1. Etwas lebhaft und mit der innigsten Empfindung (Allegretto, ma non troppo)
2. Lebhaft. Marschmäßig (Vivace alla marcia)
3. Langsam und sehnsuchtsvoll (Adagio, ma non troppo, con affetto)
4. Geschwind, doch nicht zu sehr, und mit Entschlossenheit (Allegro)

Klaviersonate Nr. 29 B-Dur op. 106 (Große Sonate für das Hammerklavier) (1818)
Beethoven widmete diese seine größte Klaviersonate Erzherzog Rudolph.
1. Allegro
2. Scherzo: Assai vivace
3. Adagio sostenuto. Appassionato e con molto sentimento
4. Largo – Allegro risoluto

Klaviersonate Nr. 30 E-Dur op. 109 (1821)
Die Sonate ist Maximiliane Brentano gewidmet.
1. Vivace, ma non troppo – Adagio espressivo
2. Prestissimo
3. Gesangvoll, mit innigster Empfindung (Andante molto cantabile ed espressivo)

Klaviersonate Nr. 31 As-Dur op. 110 (1822)
1. Moderato cantabile, molto espressivo
2. Allegro molto
3. Adagio, ma non troppo; Fuga: Allegro, ma non troppo

Klaviersonate Nr. 32 c-Moll op. 111 (1822)
Beethovens letzte Klaviersonate ist Erzherzog Rudolph gewidmet.
1. Maestoso – Allegro con brio ed appassionato
2. Arietta: Adagio molto, semplice e cantabile

## Variationen für Klavier solo
Beethoven hat zahlreiche Variationenzyklen geschrieben, darunter:
- Sechs Variationen über ein Schweizer Lied
- 15 Variationen und Fuge über ein eigenes Thema (Eroica-Variationen) in Es-Dur op. 35 (1802)
- 32 Variationen über ein eigenes Thema in c-Moll WoO 80 (1806)
- 33 Veränderungen über einen Walzer von Diabelli in C-Dur op. 120 (1819–1823)

## Fantasie, Rondos, Bagatellen, Sonstiges
- Fantasie op. 77 g-Moll (1809)
- 2 Rondos op. 51 (1796–1800)
- Alla Ingharese quasi un Capriccio G-Dur op. 129 (Die Wut über den verlorenen Groschen) (1795–1798)
- 7 Bagatellen op. 33 (1802)
- 11 Bagatellen op. 119 (1820–1822)
- 6 Bagatellen op. 126 (1823–1824)
- Für Elise WoO 59 (1810)
- Andante favori F-Dur WoO 57 (1803)
- Polonaise C-Dur op. 89 (1814)

## Klavierkonzerte
Beethoven schrieb zudem fünf Klavierkonzerte mit Opuszahl und eine Fantasie für Klavier, Chor und Orchester
 Erstes Klavierkonzert C-Dur op. 15 (1795–1801) 
1. Allegro con brio
2. Largo
3. Rondo: Allegro

 Zweites Klavierkonzert B-Dur op. 19 (1788–1801) 
1. Allegro con brio
2. Adagio
3. Rondo: Molto allegro

 Drittes Klavierkonzert c-Moll op. 37 (1800–1803) 
1. Allegro con brio
2. Largo
3. Rondo: Allegro

Das 3. Klavierkonzert nimmt unter den fünf Klavierkonzerten Beethovens einen besonderen Platz ein: Es ist das einzige in Moll stehende Konzert und zeichnet sich durch seine stilistische Geschlossenheit aus. Hinzu kommt die Nähe zu Mozarts Konzert KV 491, das thematisch, formal und atmosphärisch einen entscheidenden Ausgangspunkt für Beethoven bildete.
 Viertes Klavierkonzert G-Dur op. 58 (1804–1807) 
1. Allegro moderato
2. Andante con moto
3. Rondo: Vivace

 Fünftes Klavierkonzert Es-Dur op. 73 (1809) 
1. Allegro
2. Adagio un poco mosso
3. Rondo: Allegro

 Klavierkonzert D-Dur op. 61a (1808)  (Transkription des Violinkonzerts op. 61)
1. Allegro ma non troppo
2. Larghetto
3. Rondo: Allegro

 Klavierkonzert WoO 4 Es-Dur (1784) 
1. Allegro moderato
2. Larghetto
3. Rondo: Allegretto

 Chorfantasie (für Klavier, Chor und Orchester) in c-Moll op. 80 (1809) 
1. Adagio
2. Finale: Allegro
3. Allegretto, ma non troppo